# Карлос Енріке Діас-де-Леон
Карлос Енріке Діас-де-Леон (ісп. Carlos Enrique Dias de Leon; 1915–2014) — гватемальський політик, президент країни упродовж двох днів у червні 1954 року. Був командувачем Збройних сил Гватемали.
За умов спеціальної операції ЦРУ президент країни Хакобо Арбенс Гусман передав владу Діасу. Останній заявив, що буде продовжувати боротьбу проти найманців, які вторглись. Наступного дня його було усунуто від влади полковником Ельфего Монсоном, який 8 липня передав владу Кастільо Армасу.